# Joe Mendoza
Joe Mendoza (San Luis Potosí, siglo XX) es un empresario y ejecutivo deportivo mexicano. Es el fundador y actual CEO de la promoción de artes marciales mixtas (MMA) LUX Fight League.

## Biografía

### Primeros años
Nacido en la ciudad de San Luis Potosí, se trasladó a Altamira, Tamaulipas desde joven; allí completaría sus estudios en Ingeniería Química y Sistemas en el Instituto de Estudios Superiores de Tamaulipas (IEST) en 2003. En ese entonces, tenía como objetivo el convertirse en empresario, obteniendo una maestría en finanzas en el ITESM.

### Carrera
A inicios de la década de 2010, Mendoza empezó su carrera empresarial en el sector bancario, dirigiendo variados tipos de empresas.
En julio de 2017, Mendoza anunciaría el nacimiento de la promoción LUX Fight League con el objetivo de revolucionar el MMA mexicano y exportando peleadores a otras grandes promociones, como la Ultimate Fighting Championship (UFC). Desde entonces, la promoción se ha hecho un nombre en el deporte de combate como la de mayor importancia en México.
En septiembre de 2020, Mendoza anunció que se había unido a la marca de cannabis Sublime Products, asegurando que estuvo tiempo buscando ligarse a esta industria, el cual sería uno de sus primeros proyectos fuera de su faceta como promotor de MMA.